# Verbena officinalis
Verbena officinalis (Verbena común, o Hierba sagrada) es una hierba perenne nativa del sudeste de Europa. 

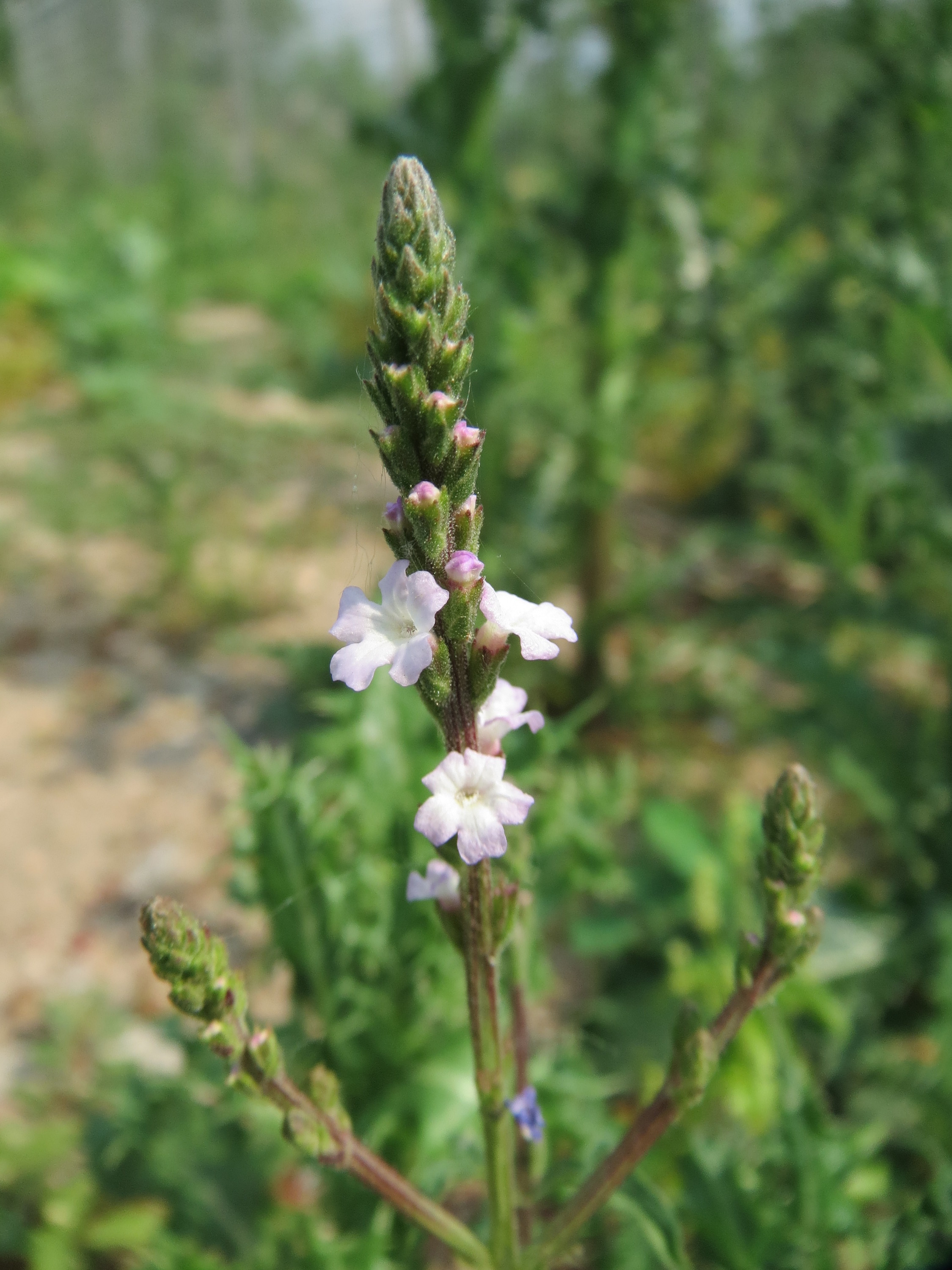
Espigas de flores.

## Descripción
Es una planta herbácea perenne, de terrenos incultos, que crece hasta los 100 cm o más de altura. Su tallo es recto, obtuso, cuadrangular y muy ramificado, y está marcado por dos surcos longitudinales. Las hojas son opuestas, pecioladas, rudas, pinnadas, lanceoladas y con lóbulos profundos. Las flores, sesiles, son de color azul púrpura o lila claro y se agrupan en espigas paniculosas axilares y terminales. La corola tiene forma de embudo. El fruto es una cápsula con cuatro semillas.

## Distribución y hábitat
Crece en Europa, Asia, África y América. Es una planta subnitrófila que se encuentra en terrenos incultos con cierta humedad y en bordes de caminos.

## Cultivo y usos
Se propaga por semilla o raíces. Está ampliamente naturalizada fuera de su ámbito nativo.
En el nordeste europeo fue señalada como una hierba sacra, usada en rituales para limpiar y defenderse contra enfermedades demoníacas o también para defenderse de vampiros.
De acuerdo a William Faulkner en su historia corta "An Odor of Verbena", la verbena es la única fragancia que puede ser olida por los caballos sin perder un rastro.

## Propiedades

### Principios activos
Como hierba medicinal se utiliza la planta entera desecada, sobre todo la flor y en menor importancia la raíz. El principio activo de la verbena es un heterósido llamado verbenalósido que tiene carácter estimulante del sistema nervioso parasimpático y por hidrólisis produce verbenalol, verbenalina, verbenanina y hastatósido.

### Composición química
La verbena está compuesta por mucílagos, glucósidos, aceite esencial (citral, terpenos, alcoholes terpénicos y geraniol), saponina, ácido silícico, ácido cafeico, taninos y principios amargos.

### Usos medicinales
- Sedante
- Estimula el sistema parasimpaticomimético debido al heterósido irioide verbenalol, reduciendo la fuerza y frecuencia del latido cardíaco y estimulando el peristalismo intestinal. Por su actividad sedante es utilizada para combatir el insomnio provocado por estados de nerviosismo que no permiten conciliar el sueño.  Acaba con las migrañas por su actividad antineurálgica y sedante.
- Neuroprotector: el extracto acuoso de Verbena officinialis ha mostrado efectos neuroprotectores frente a la enfermedad de Alzheimer.[2]
- Astringente: los taninos frenan las diarreas y son hemostáticos locales favoreciendo la coagulación de las heridas.
- Antiinflamatoria: los mucílagos disminuyen las inflamaciones además de unir una capacidad demulcente que relaja, suaviza y protege la piel y las mucosas.
- Antiespasmódica: el verbenalol es un glucósido con efectos parasimpaticomiméticos, antitérmico, uterotónico y vasodilatador renal.
- Enfermedades infecciosas: la verbena se ha recomendado para la convalecencia de enfermedades agudas.
- Ginecología : las infusiones de verbena se recomiendan para aumentar el volumen de leche.  Para evitar menstruaciones dolorosas y reumatismo.
- Sistema digestivo: en grandes cantidades, puede provocar el vómito.
- Hipnótico: la verbena produce una ligera depresión del sistema nervioso central.
- Contra la tos: los iridoides ejercen un efecto calmante sobre la mucosa respiratoria inhibiendo el reflejo de la tos.
- Digestivo: se ha comprobado que la verbena aumenta la producción de jugos gástricos en los animales.
- Se ha utilizado para el tratamiento del nerviosismo, insomnio, ansiedad, agotamiento físico, agotamiento psíquico, tos improductiva, asma, bronquitis, resfriado común, dispepsias, discinesia biliar, oliguria, retención urinaria, edema, artritis, astralgias, gota.  También se ha utilizado por vía tópica para el tratamiento de estomatitis, laringitis, dermatitis, prurito, quemaduras.[1]

### Acciones farmacológicas
La verbena tiene propiedades galactogogas que se han atribuido a la aucubina. Han utilizado extractos del fruto de la verbena para tratar las dismenorrea y estimular la lactancia.  La verbena tiene propiedades parasimpáticas débiles, que provocan una ligera contracción uterina.  Se ha descrito que la verbenalina tiene actividad estimulante uterina.  Se ha descrito actividad simpática: la verbenalina a dosis bajas actúa como agonista en las terminaciones nerviosas simpáticas, mientras que las dosis elevadas provocan el antagonismo.   En ratones se ha descrito una débil acción laxante de los glucósidos iridoides. 
Se ha comprobado que los heterósidos iridoideus (especialmente el verbenalol) producen un efecto antiinflamatorio, analgésico local y ligeramente parasimpaticomètico, con una acción sedante, espasmolítica, estimulante del peristaltismo intestinal y la diuresis, reductora de la frecuencia y fuerza del latido cardíaco. Debido a la presencia de taninos tiene una cierta acción astrigente.  Los mucílagos le confieren una actividad demulcente y antiinflamatoria.

### Toxicidad
Los extractos de verbena pueden presentar una cierta acción hipotiroidea (disminuyen la actividad del tiroides) por lo que pueden bloquear la acción de determinadas hormonas. Está prohibido su uso en mujeres embarazadas porque el verbenalósido (heterósido irioideo que se hidroliza en verbenalol) puede causar un efecto uterotónico y dificultar las contracciones características del parto. 
Dosis elevadas de verbenalina provocan la parálisis del sistema nervioso central, lo que causa la aparición de estupor y convulsiones.

## Taxonomía
Verbena officinalis fue descrita por Carlos Linneo y publicado en Species Plantarum, vol. 1, p. 20–21, 1753.
Etimología
Verbena: nombre genérico derivado de un antiguo nombre latíno, verbēnaca, -ae, la verbena común europea; ya en Plinio el Viejo, Historia Naturalis, (25, 105)
officinalis: epíteto latíno que significa "medicinal, de venta en herbarios"
Taxones infraespecíficos
El único aceptado es Verbena officinalis var. africana (R.Fern. & Verdc.) Munir; todos los otros descritos son meras sinonimías.
Sinónimos
* Verbena adulterina Hausskn.	
- Vitex × adulterina Hausskn.[5]

## Nombre común
- Castellano: curalotodo, hierba de la ictericia, hierba de la verbena, hierba de Santa Isabel, hierba sagrada, hierbasanta, hierba santa, hierba verbena, verbana, verbena, verbena blanca, verbena común, verbena derecha, verbena de San Juan, verbena española, verbena fina, verbena macho, verbena macho derecha, verbena macho recta, verbena mayor, verbena oficinal, verbena recta, verbena sevillana, yerba sagrada, yerba santa, yerbuca de San Juan.[6]